# Stenadalia nordenskioeldi
Stenadalia nordenskioeldi is een keversoort uit de familie lieveheersbeestjes (Coccinellidae). De wetenschappelijke naam van de soort is voor het eerst geldig gepubliceerd in 1926 door Weise.